# Ribeirão Barra
Ribeirão Barra é um rio brasileiro do estado de São Paulo.